# U-Bahn-Linie U6 (Berlin)
| |                                             |                                |                                |
| Streckenlänge: | 19,8 km                                     |                                |                                |
| Spurweite: | 1435 mm (Normalspur)                        |                                |                                |
| Stromsystem: | untenbestrichene Seitenstromschiene 750 V = |                                |                                |
| |                                             |                                |                                |
| \| \| \| Kehrgleise Alt-Tegel \| \| \| \| 0,0 \| Alt-Tegel (Tg) S-Bahnhof Tegel \| Alt-Tegel (Tg) S-Bahnhof Tegel \| \| \| 0,9 \| Borsigwerke (Bk) \| Borsigwerke (Bk) \| \| \| \| \| \| \| \| 1,7 \| Holzhauser Straße (Hh) \| Holzhauser Straße (Hh) \| \| \| 2,4 \| Otisstraße (OTI) \| Otisstraße (OTI) \| \| \| 3,2 \| Scharnweberstraße (Scha) \| Scharnweberstraße (Scha) \| \| \| \| \| \| \| \| 4,3 \| Kurt-Schumacher-Platz (Sch) \| Kurt-Schumacher-Platz (Sch) \| \| \| 4,9 \| Afrikanische Straße (Afr) \| Afrikanische Straße (Afr) \| \| \| 5,5 \| Rehberge (Rb) \| Rehberge (Rb) \| \| \| \| zur Hauptwerkstatt Seestraße \| \| \| \| 6,6 \| Seestraße (Se) \| Seestraße (Se) \| \| \| \| zur Strecke G (U9) \| \| \| \| 7,2 \| Leopoldplatz (Lpo) \| Leopoldplatz (Lpo) \| \| \| 7,7 \| Wedding (We) \| Wedding (We) \| \| \| 8,2 \| Reinickendorfer Straße (Ri) \| Reinickendorfer Straße (Ri) \| \| \| 8,9 \| Schwartzkopffstraße (SK) \| Schwartzkopffstraße (SK) \| \| \| 9,5 \| Naturkundemuseum (NA) \| Naturkundemuseum (NA) \| \| \| 10,2 \| Oranienburger Tor (Ob) \| Oranienburger Tor (Ob) \| \| \| \| \| \| \| \| 10,8 \| Friedrichstraße (F) \| Friedrichstraße (F) \| \| \| \| \| \| \| \| 11,1 \| Unter den Linden (UDO) \| Unter den Linden (UDO) \| \| \| 11,4 \| Französische Straße (Fr) \| Französische Straße (Fr) \| \| \| 11,9 \| Stadtmitte (Mic) \| Stadtmitte (Mic) \| \| \| 12,4 \| Kochstraße (Ks) \| Kochstraße (Ks) \| \| \| 13,2 \| Hallesches Tor (Hu) \| Hallesches Tor (Hu) \| \| \| \| von Strecke H (U7) \| \| \| \| 13,7 \| Mehringdamm (Me) \| Mehringdamm (Me) \| \| \| \| zur Strecke H (U7) \| \| \| \| 14,7 \| Platz der Luftbrücke (PL) \| Platz der Luftbrücke (PL) \| \| \| 15,6 \| Paradestraße (Ps) \| Paradestraße (Ps) \| \| \| \| \| \| \| \| 16,5 \| Tempelhof (Ts) \| Tempelhof (Ts) \| \| \| \| \| \| \| \| 17,0 \| Alt-Tempelhof (At) \| Alt-Tempelhof (At) \| \| \| 17,6 \| Kaiserin-Augusta-Straße (Ka) \| Kaiserin-Augusta-Straße (Ka) \| \| \| 18,5 \| Ullsteinstraße (Ull) \| Ullsteinstraße (Ull) \| \| \| 19,2 \| Westphalweg (Wl) \| Westphalweg (Wl) \| \| \| 19,8 \| Alt-Mariendorf (Mf) \| Alt-Mariendorf (Mf) \| \| \| \| Kehranlage Alt-Mariendorf \| \| |                                             |                                |                                |
| |                                             | Kehrgleise Alt-Tegel           |                                |
| U-Bahn-Bahnhof (im Tunnel) | 0,0                                         | Alt-Tegel (Tg) S-Bahnhof Tegel | Alt-Tegel (Tg) S-Bahnhof Tegel |
| U-Bahn-Bahnhof (im Tunnel) | 0,9                                         | Borsigwerke (Bk)               | Borsigwerke (Bk)               |
| U-Bahn-Tunnelende |                                             |                                |                                |
| U-Bahn-Haltepunkt / Haltestelle | 1,7                                         | Holzhauser Straße (Hh)         | Holzhauser Straße (Hh)         |
| U-Bahn-Haltepunkt / Haltestelle | 2,4                                         | Otisstraße (OTI)               | Otisstraße (OTI)               |
| U-Bahn-Haltepunkt / Haltestelle | 3,2                                         | Scharnweberstraße (Scha)       | Scharnweberstraße (Scha)       |
| U-Bahn-Tunnelanfang |                                             |                                |                                |
| U-Bahn-Bahnhof (im Tunnel) | 4,3                                         | Kurt-Schumacher-Platz (Sch)    | Kurt-Schumacher-Platz (Sch)    |
| U-Bahn-Haltepunkt / Haltestelle (im Tunnel) | 4,9                                         | Afrikanische Straße (Afr)      | Afrikanische Straße (Afr)      |
| U-Bahn-Haltepunkt / Haltestelle (im Tunnel) | 5,5                                         | Rehberge (Rb)                  | Rehberge (Rb)                  |
| U-Bahn-Abzweig geradeaus und von links (im Tunnel) |                                             | zur Hauptwerkstatt Seestraße   | zur Hauptwerkstatt Seestraße   |
| U-Bahn-Bahnhof (im Tunnel) | 6,6                                         | Seestraße (Se)                 | Seestraße (Se)                 |
| U-Bahn-Abzweig geradeaus und nach links (im Tunnel) |                                             | zur Strecke G (U9)             | zur Strecke G (U9)             |
| U-Bahn-Haltepunkt / Haltestelle (im Tunnel) | 7,2                                         | Leopoldplatz (Lpo)             | Leopoldplatz (Lpo)             |
| U-Bahn-Bahnhof (im Tunnel) | 7,7                                         | Wedding (We)                   | Wedding (We)                   |
| U-Bahn-Haltepunkt / Haltestelle (im Tunnel) | 8,2                                         | Reinickendorfer Straße (Ri)    | Reinickendorfer Straße (Ri)    |
| U-Bahn-Haltepunkt / Haltestelle (im Tunnel) | 8,9                                         | Schwartzkopffstraße (SK)       | Schwartzkopffstraße (SK)       |
| U-Bahn-Bahnhof (im Tunnel) | 9,5                                         | Naturkundemuseum (NA)          | Naturkundemuseum (NA)          |
| U-Bahn-Haltepunkt / Haltestelle (im Tunnel) | 10,2                                        | Oranienburger Tor (Ob)         | Oranienburger Tor (Ob)         |
| |                                             |                                |                                |
| U-Bahn-Haltepunkt / Haltestelle (im Tunnel) | 10,8                                        | Friedrichstraße (F)            | Friedrichstraße (F)            |
| |                                             |                                |                                |
| U-Bahn-Haltepunkt / Haltestelle (im Tunnel) | 11,1                                        | Unter den Linden (UDO)         | Unter den Linden (UDO)         |
| ehemaliger U-Bahn-Haltepunkt / Haltestelle (im Tunnel) | 11,4                                        | Französische Straße (Fr)       | Französische Straße (Fr)       |
| U-Bahn-Haltepunkt / Haltestelle (im Tunnel) | 11,9                                        | Stadtmitte (Mic)               | Stadtmitte (Mic)               |
| U-Bahn-Haltepunkt / Haltestelle (im Tunnel) | 12,4                                        | Kochstraße (Ks)                | Kochstraße (Ks)                |
| U-Bahn-Bahnhof (im Tunnel) | 13,2                                        | Hallesches Tor (Hu)            | Hallesches Tor (Hu)            |
| U-Bahn-Abzweig geradeaus und von rechts (im Tunnel) |                                             | von Strecke H (U7)             | von Strecke H (U7)             |
| U-Bahn-Bahnhof (im Tunnel) | 13,7                                        | Mehringdamm (Me)               | Mehringdamm (Me)               |
| U-Bahn-Abzweig geradeaus und nach links (im Tunnel) |                                             | zur Strecke H (U7)             | zur Strecke H (U7)             |
| U-Bahn-Bahnhof (im Tunnel) | 14,7                                        | Platz der Luftbrücke (PL)      | Platz der Luftbrücke (PL)      |
| U-Bahn-Haltepunkt / Haltestelle (im Tunnel) | 15,6                                        | Paradestraße (Ps)              | Paradestraße (Ps)              |
| |                                             |                                |                                |
| U-Bahn-Bahnhof (im Tunnel) | 16,5                                        | Tempelhof (Ts)                 | Tempelhof (Ts)                 |
| |                                             |                                |                                |
| U-Bahn-Haltepunkt / Haltestelle (im Tunnel) | 17,0                                        | Alt-Tempelhof (At)             | Alt-Tempelhof (At)             |
| U-Bahn-Haltepunkt / Haltestelle (im Tunnel) | 17,6                                        | Kaiserin-Augusta-Straße (Ka)   | Kaiserin-Augusta-Straße (Ka)   |
| U-Bahn-Haltepunkt / Haltestelle (im Tunnel) | 18,5                                        | Ullsteinstraße (Ull)           | Ullsteinstraße (Ull)           |
| U-Bahn-Haltepunkt / Haltestelle (im Tunnel) | 19,2                                        | Westphalweg (Wl)               | Westphalweg (Wl)               |
| U-Bahn-Bahnhof (im Tunnel) | 19,8                                        | Alt-Mariendorf (Mf)            | Alt-Mariendorf (Mf)            |
| |                                             | Kehranlage Alt-Mariendorf      |                                |

Die Linie U6 der Berliner U-Bahn führt in Nord-Süd-Richtung (daher anfangs auch „Nord-Süd-Bahn“ genannt) vom Ortsteil Tegel über die Straßenzüge Berliner Straße – Müllerstraße – Chausseestraße – Friedrichstraße – Mehringdamm – Tempelhofer Damm – Mariendorfer Damm bis in den Ortsteil Mariendorf. Sie gehört mit 19,8 km Länge und 29 Stationen zum Großprofil-Netz der Berliner U-Bahn.

## Verlauf
Im Tegeler Zentrum beginnend führt die Strecke der U6 unterirdisch bis zum Bahnhof Borsigwerke neben der Berliner Straße in Richtung Süden. Kurz hinter dem Bahnhof taucht die Strecke auf und führt in Dammlage neben der Seidelstraße bzw. später der Scharnweberstraße. Kurz hinter der Station Scharnweberstraße führt die U-Bahn wieder in den Tunnel und folgt geradewegs der Müllerstraße, die im weiteren Verlauf in die Chausseestraße und dann in die Friedrichstraße übergeht. Unter dieser führt die U6 bis zum Mehringplatz. Dahinter unterquert sie den Landwehrkanal und schwenkt auf den Mehringdamm ein, der ab Platz der Luftbrücke dann Tempelhofer Damm und nach der Überquerung des Teltowkanals Mariendorfer Damm heißt. Die U-Bahn überquert den Kanal auf einer Brücke, die an der Unterseite der Straßenbrücke hängt. An der Kreuzung Reißeck-/Friedenstraße/Mariendorfer Damm endet die Strecke.

## Linienfarbe und Bezeichnungen

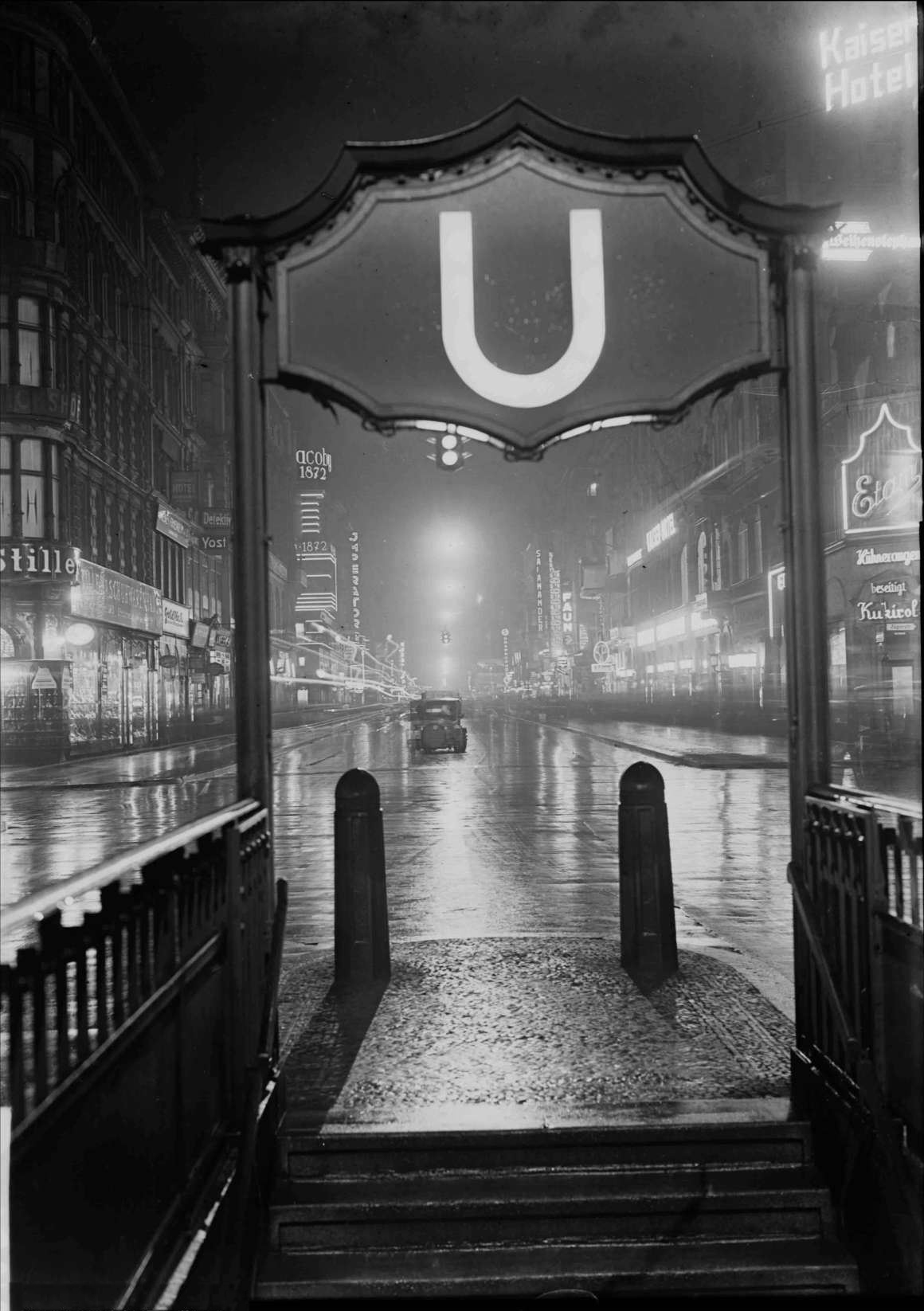
Zugangsportal des U-Bahnhofs Französische Straße mit dem 1926 eingeführten ‚U‘ anstelle des Schriftzugs ‚NORD-SÜD‘ (1929)

Schon seit dem Bau der U6 in den 1920er Jahren kennzeichnet die Farbe Violett diese Linie, was bis heute beibehalten wurde. Da zum Zeitpunkt ihrer Inbetriebnahme noch keine Liniennummern existierten, wurde sie unter dem Namen Nord-Süd-Bahn eröffnet. Die Portale der ersten Stationen erhielten geschwungene, zehneckige blaue Emailleschilder mit der Aufschrift Nord-Süd nach einem Entwurf von Alfred Grenander und Alfred Fehse. Wegen deren Form, die an einen Fledermausflügel erinnert, wurden sie als „Fledermausportale“ bezeichnet. Drei Jahre später wurde als Zeichen für die U-Bahn das große ‚U‘ eingeführt, und die Schilder wurden entsprechend ersetzt.
1928 bekam die Nord-Süd-Bahn die Bezeichnung ‚Linie C‘. Deren Linienbezeichnungen waren anfangs CI und CII, die jeweils für den Ast nach Neukölln beziehungsweise Tempelhof standen. Nach der Abtrennung des Neuköllner Asts im Jahr 1966 erhielt die Stammstrecke samt dem Tempelhofer Ast die Liniennummer ‚6‘. Ehe am 9. Januar 1984 die S-Bahn in West-Berlin von der BVG übernommen wurde, wurde den Liniennummern am 1. Januar 1984 ein ‚U‘ vorangestellt.

## Geschichte

### Anfänge
Bereits um 1901 hatte die Stadt Berlin Pläne für eine Untergrundbahn unter der Friedrichstraße von Nord nach Süd. Werner von Siemens hatte ebenfalls Pläne für eine Linie unter der Nobelstraße. Da die Stadt damals der Ansicht war, der Verkehrsbetrieb müsse in kommunaler Hand sein, verweigerte sie Siemens die Genehmigung und baute die U-Bahn selbst. Die Bauarbeiten für die Nord-Süd-Linie von Wedding bis Tempelhof mit Abzweig nach Neukölln begannen im Jahr 1912 und wurden durch den Ersten Weltkrieg erschwert und kamen schließlich ganz zum Stillstand. Aus dieser ersten Bauphase vor Kriegsende im Jahr 1918 sind noch Tunnelstützen aus Walzstahl zu finden, wie im Bahnhof Oranienburger Tor mit der Walzmarke Rombach (ein Stahlwerk in Elsaß-Lothringen).

Die Nord-Süd-Linie mit Namen und Strecke von 1930 (heute: U6/U7)

Im Jahr 1919 begannen die Bauarbeiten wieder, doch in der Zeit der Inflation wurde 1921 sogar erwogen, die bereits vorhandenen Tunnel zuzuschütten. Man baute allerdings weiter, sodass am 30. Januar 1923 der erste Tunnelabschnitt zwischen Halleschem Tor und Stettiner Bahnhof (seit 13. Dezember 2009 Naturkundemuseum, vorher: Zinnowitzer Straße, davor: Nordbahnhof) eröffnet werden konnte. Ein weiterer Abschnitt wurde am 8. März 1923 zwischen Stettiner Bahnhof und Seestraße in Betrieb genommen. Am Bahnhof Seestraße wurde auch eine Betriebswerkstatt errichtet.
An der Kreuzung Mohren-/Friedrichstraße kam es zur ersten Kreuzung zweier U-Bahn-Strecken (Nord-Süd-Bahn und die sogenannte „Centrumslinie“). Doch die Stadt Berlin baute 160 m entfernt einen eigenen Bahnhof mit dem Namen Leipziger Straße (heute: Stadtmitte, vorher: Friedrichstadt [Leipziger Straße]), auch deshalb, weil das Prinzip des Turmbahnhofs noch nicht verbreitet war. Die Folge ist bis heute, dass die Fahrgäste beim Umsteigen zwischen den beiden Linien durch einen langen Fußgängertunnel, der von den Berlinern auch „Mäusetunnel“ genannt wird, gehen müssen.
Der Abzweigungsbahnhof Belle-Alliance-Straße wurde als dreigleisige Station gebaut. Vom westlichen Gleis (Seitenbahnsteig) fuhren die Züge nach Tempelhof und Neukölln, die Züge aus Neukölln (mittleres Gleis) und Tempelhof (östliches Gleis) in Richtung Innenstadt hielten an einem Mittelbahnsteig. Der Bahnhof wurde im Zuge des Baus der U7 vollkommen umgestaltet und heißt heute Mehringdamm, vorher: Franz-Mehring-Straße.
Aufgrund von Streitigkeiten mit Tempelhof baute man zuerst den Streckenast nach Neukölln. Erst 1924 begannen auch die Arbeiten für den anderen Streckenast. Bereits zwei Jahre später, am 14. Februar 1926, konnte die Zweiglinie Belle-Alliance-Straße – Kreuzberg (heute: Platz der Luftbrücke, vorher: Flughafen) eröffnet werden. Ein Jahr später ging es bis zum Bahnhof Flughafen (heute: Paradestraße). Östlich der Strecke befindet sich das Gelände des ehemaligen Flughafens Tempelhof. Beim Bau des Flughafens Mitte der 1920er Jahre wurden rund 300.000 m³ Erde benötigt, um Unebenheiten und den leichten Abfall des Areals nach Süden hin auszugleichen. 140.000 m³ des Füllbodens kamen vom Bau der Nord-Süd-Bahn, die über ein eigens angelegtes Gleis auf das Gelände transportiert wurden.
Im Jahr 1929 erreichte die Strecke den S-Bahnhof Tempelhof der Ringbahn. Dort wurde für S- und U-Bahn (Name: Tempelhof [Südring]) ein gemeinsames großes Empfangsgebäude errichtet. Da der U-Bahnhof sehr tief werden musste, konnte man die Tiefe für eine großzügige Halle nutzen.

### In Richtung Norden

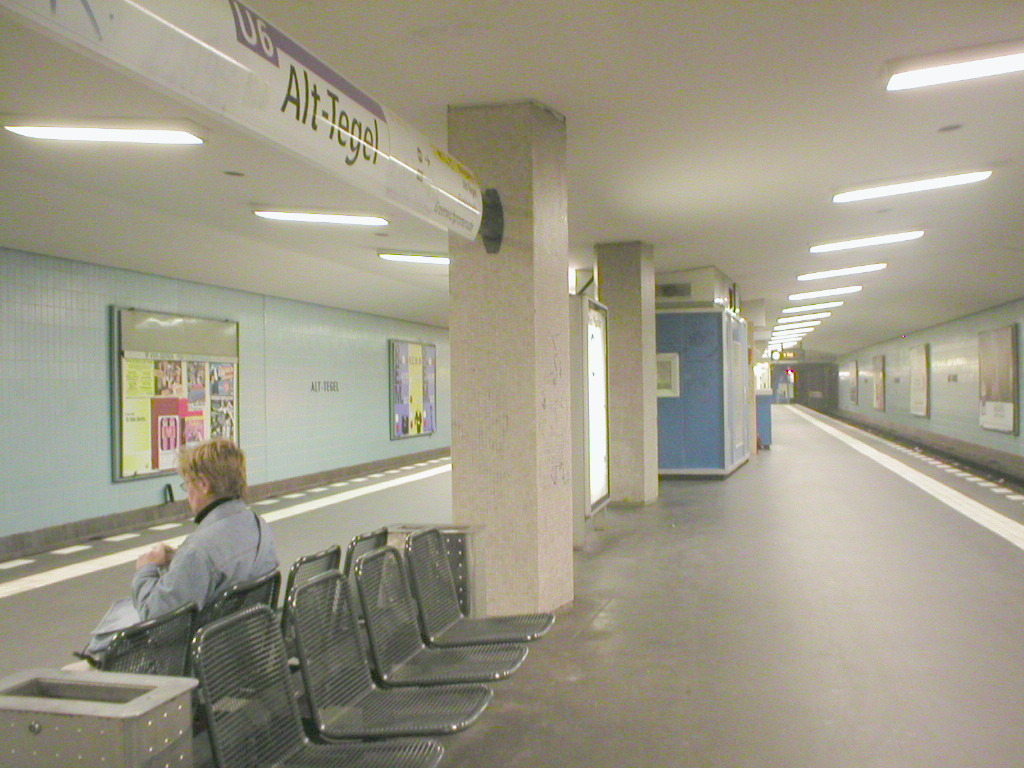
Endbahnhof der U6 im Norden, Alt-Tegel (früher: Tegel)

Schon zur Zeit des Baus der Linie C war geplant, diese bis nach Tegel zu verlängern, wofür 1929 bereits 400 m Tunnel entstanden. Durch die Streckenerweiterung vom bereits bestehenden Bahnhof Seestraße bis zum Zentrum des Ortsteils Tegel konnten einige Bus- und alle Straßenbahnlinien eingespart werden. So entschied man sich für diese Strecke als ersten Nachkriegsneubau im Westteil der Stadt. Die Streckenverlängerung wurde auch in den 200-Kilometer-Plan von 1955 zum Ausbau der Berliner U-Bahn aufgenommen.
Der erste Rammschlag fand am 26. Oktober 1953 in der Müllerstraße nördlich des Bahnhofs Seestraße statt. Die 6,9 km lange Strecke sollte in zwei Abschnitten gebaut werden:
- Seestraße – Kurt-Schumacher-Platz
- Kurt-Schumacher-Platz – Tegel

Aus Kostengründen, und weil der sehr hohe Grundwasserspiegel gegen eine Einschnittbahn sprach, baute man nördlich des Kurt-Schumacher-Platzes eine Dammbahn. Dort steigt eine Rampe bis auf einen 15 m hohen Damm auf und erreicht den ersten außerhalb des Tunnels befindlichen Großprofil-Bahnhof Berlins Scharnweberstraße. Nördlich der Station Holzhauser Straße verläuft die Strecke wieder im Tunnel und folgt der Berliner Straße bis ins Tegeler Zentrum.

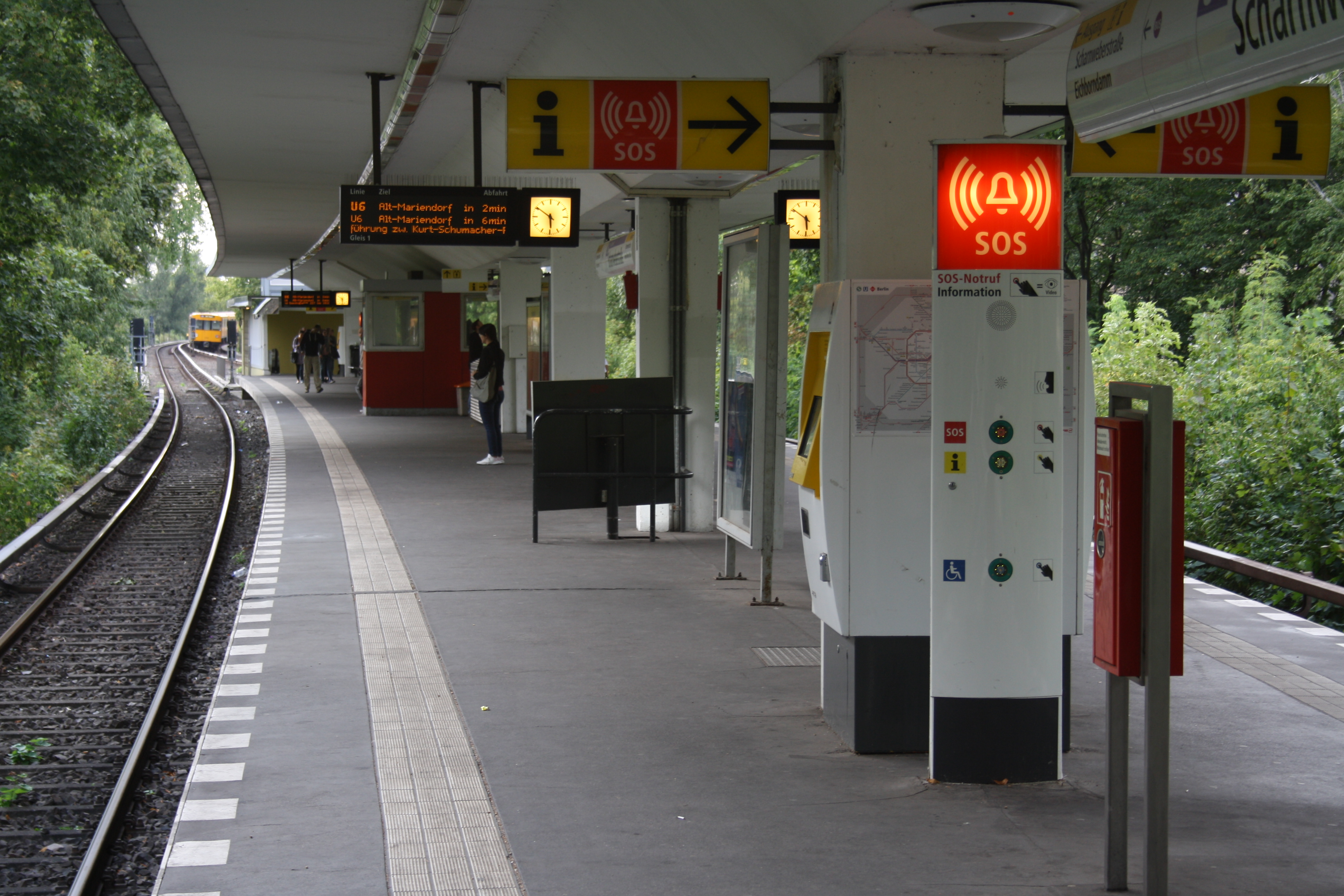
Bahnhof Scharnweberstraße

Die Bahnhöfe wurden, wie vor dem Zweiten Weltkrieg, sehr sachlich mit hellen, pastellfarbenen Keramikfliesen ausgestaltet. Die Dammbahnhöfe wurden aus dem damals oft verwendeten Spannbeton gebaut.
Ein erster Abschnitt wurde am 3. Mai 1956, der zweite am 31. Mai 1958 eröffnet. Mit der Eröffnung der Linie C erfolgte eine komplette Umstrukturierung des nördlichen BVG-Netzes. Alle Straßenbahnlinien in diesem Bereich wurden stillgelegt.

### Geisterbahnhöfe entstehen

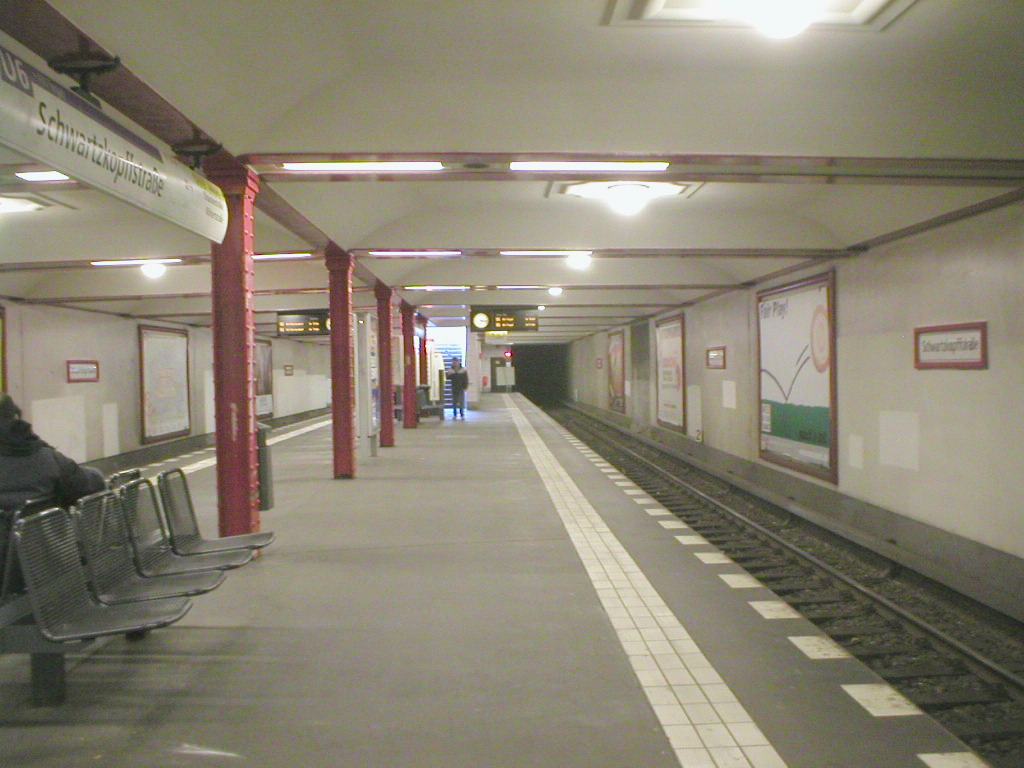
Bahnhof Schwartzkopffstraße

Nach dem Bau der Mauer am 13. August 1961 wurden auf Befehl des damaligen DDR-Innenministers Karl Maron alle Bahnhöfe der Linie U6 auf Ost-Berliner Gebiet zwischen den West-Berliner Bahnhöfen Reinickendorfer Straße und Kochstraße für den Personenverkehr geschlossen. Nur der Bahnhof Friedrichstraße war davon ausgenommen, hier konnten West-Berliner in die S-Bahn umsteigen oder über den im Bahnhof eingerichteten Grenzübergang nach Ost-Berlin gelangen. Durch diesen Befehl wurden die geschlossenen Bahnhöfe zu sogenannten „Geisterbahnhöfen“. Als Ersatz wurde im damaligen Stadtbezirk Mitte die Buslinie 59 zwischen Walter-Ulbricht-Stadion (später: Stadion der Weltjugend) und Leipziger Straße eingerichtet. Sie blieb bis zur Wiedereröffnung der geschlossenen Bahnhöfe Anfang Juli 1990 in Betrieb.
Während der Teilung wurden die Geisterbahnhöfe ausschließlich von Grenzsoldaten betreten.
Auch der Bahnhof Schwartzkopffstraße, der nach dem im April 1951 neu erbauten Walter-Ulbricht-Stadion umbenannt wurde, gehörte zu den Geisterbahnhöfen. Er wurde am 15. März 1973 zusammen mit der Sportanlage in Stadion der Weltjugend umbenannt – was nur für vorbeifahrende (meist West-Berliner) U-Bahn-Fahrgäste sichtbar war, denn auf DDR-Stadtplänen waren die Geisterbahnhöfe nicht verzeichnet. Die Beschilderung im Bahnhof selbst wurde an den Seitenwänden auf Stadion der Weltjugend verändert, obwohl der Bahnhof im Jahr 1973 schon lange geschlossen und somit für den öffentlichen Publikumsverkehr völlig bedeutungslos war.
Die Geisterbahnhöfe wurden erst nach der Währungs-, Wirtschafts- und Sozialunion Mitte 1990 wieder eröffnet.

### Vollendung der Linie 6

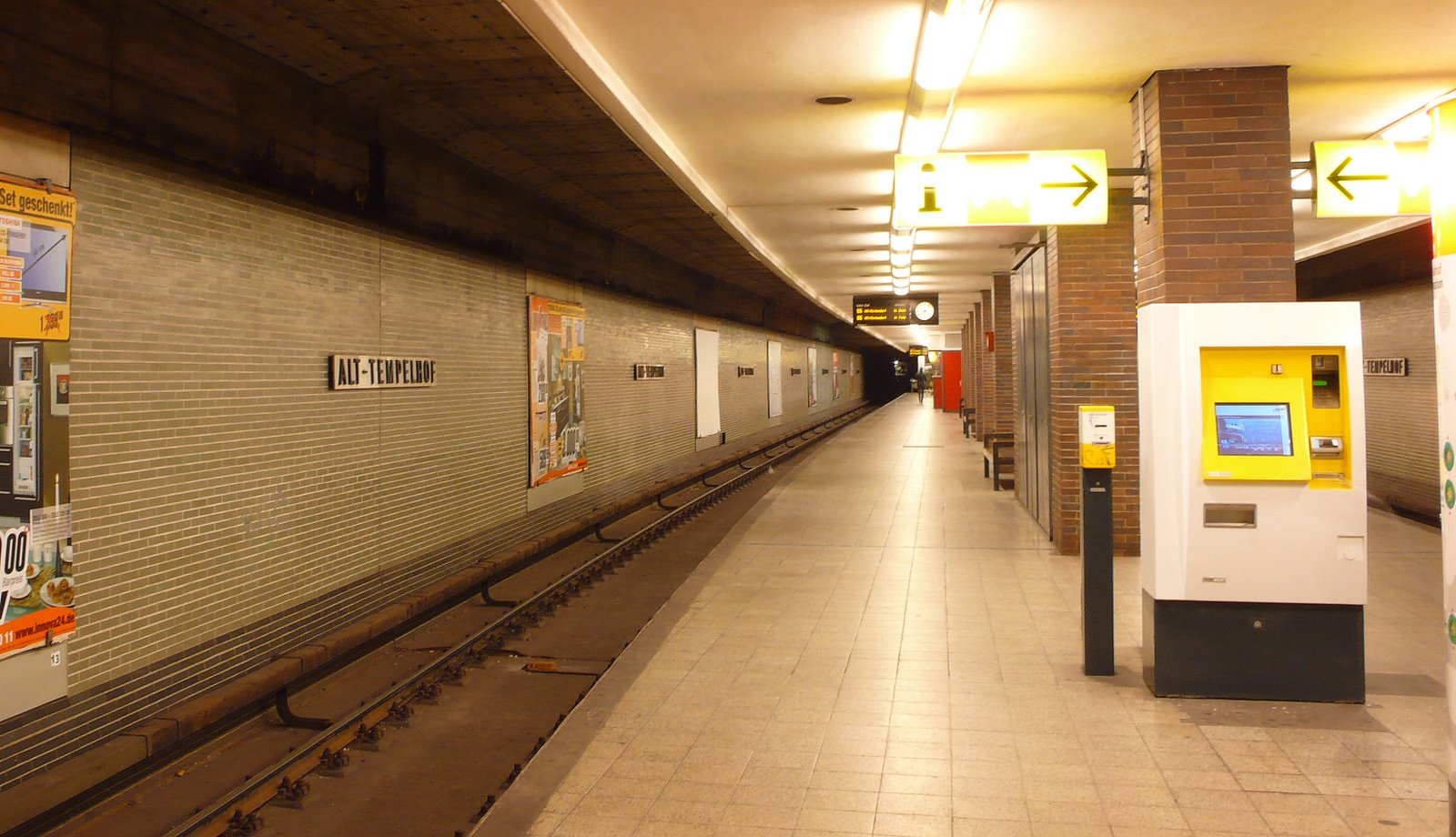
U-Bahnhof Alt-Tempelhof

Ähnlich der Verlängerung nach Tegel war es schon seit dem Bau der Linie C geplant, diese Linie bis nach Alt-Mariendorf zu verlängern. Auch die Nationalsozialisten planten, diese Linie bis zur Trabrennbahn Mariendorf zu bauen. Als die lang ersehnte Verlängerung erbaut wurde, diskutierte man oft über die Kosten: Es wurde beispielsweise vorgeschlagen, die Strecke neben dem Tempelhofer beziehungsweise Mariendorfer Damm als Einschnittbahn zu bauen. Die BVG wehrte sich dagegen mit der Begründung, dass man das Rathaus Tempelhof und die wichtige Einkaufsstraße anbinden wolle und dies nur mit einer unterirdischen Strecke möglich wäre.
Der erste Rammschlag für die 3,5 km lange Strecke fand am 6. März 1961 statt. Eröffnet wurde sie bis zum Bahnhof Alt-Mariendorf am 28. Februar 1966. Die Strecke folgt vom S- und U-Bahnhof Berlin-Tempelhof geradlinig Richtung Süden dem Tempelhofer Damm und trifft dann auf den Teltowkanal. Ähnlich wie beim Bau der heutigen Linie U7 in Richtung Rudow war auch hier dieses Gewässer das größte Problem auf der Strecke. Um es zu überwinden, wurde eine für Berlin seltene Konstruktion gewählt: Die U-Bahn führt innerhalb der Stubenrauchbrücke über den Teltowkanal. Diese Brücke besteht aus zwei verschiedenen, nebeneinander liegenden Bauwerken für die hinüberführende Straße. Ein Teil der östlichen Brückenhälfte wurde so konstruiert, dass darin der U-Bahnhof Ullsteinstraße untergebracht werden konnte. Da aber für die Schiffe die Durchfahrtshöhe von 4,6 m eingehalten werden musste, erbaute man für die Straße Rampen. Die Straßenebene liegt durch diese Konstruktion 1,2 m über dem ursprünglichen Niveau. Aktuell verhindert die Durchfahrtshöhe der Brücke den weiteren Ausbau des Teltowkanals.

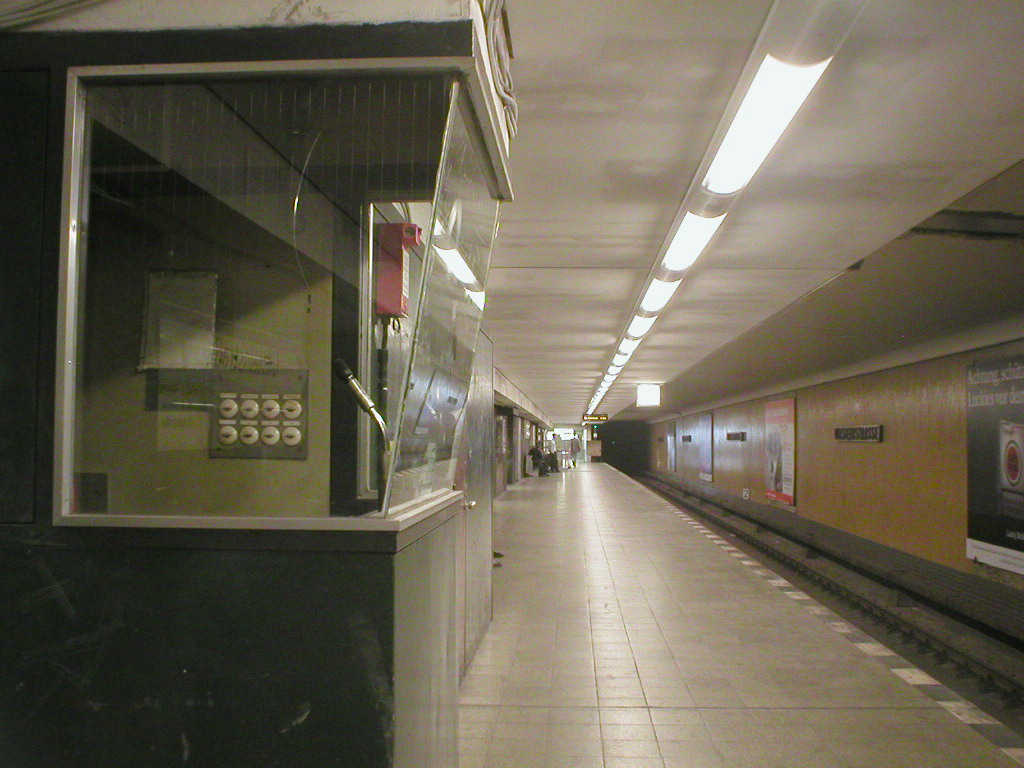
U-Bahnhof Ullsteinstraße

Südlich des Teltowkanals folgt die U-Bahn dem Mariendorfer Damm bis zum Endbahnhof Alt-Mariendorf, der an den Kreuzungen Alt-Mariendorf bzw. Reißeck-/Friedenstraße errichtet wurde. Von diesem Ausgangspunkt führen mehrere Buslinien in die lockerer besiedelte Umgebung. Mit diesem Ausbau war die heutige Linie U6 vollendet. Weitere Ausbauten sind nicht geplant. Die immer wieder diskutierte Verlängerung der U6 bis nach Lichtenrade oder sogar Mahlow, ist im Dezember 2017 durch zwei Anträge der CDU-Fraktion in der Bezirksverordnetenversammlung Tempelhof-Schöneberg wieder an die Öffentlichkeit gelangt. Diese wurden jedoch im März 2018 durch die Stimmenmehrheit von SPD und Grünen abgelehnt.
Abgesehen vom Bahnhof Alt-Tempelhof wurden alle Bahnhöfe von Rainer G. Rümmler gestaltet. Genauso wie beim südlichen Abschnitt der Linie U7 verwendete er hier große rechteckige Keramikfliesen.

### Wiedereröffnung
Nach dem Mauerfall wurden die Bahnsteige und Tunnelanlagen saniert und umgebaut. Alle geschlossenen Bahnhöfe wurden zum 1. Juli 1990 wiedereröffnet.

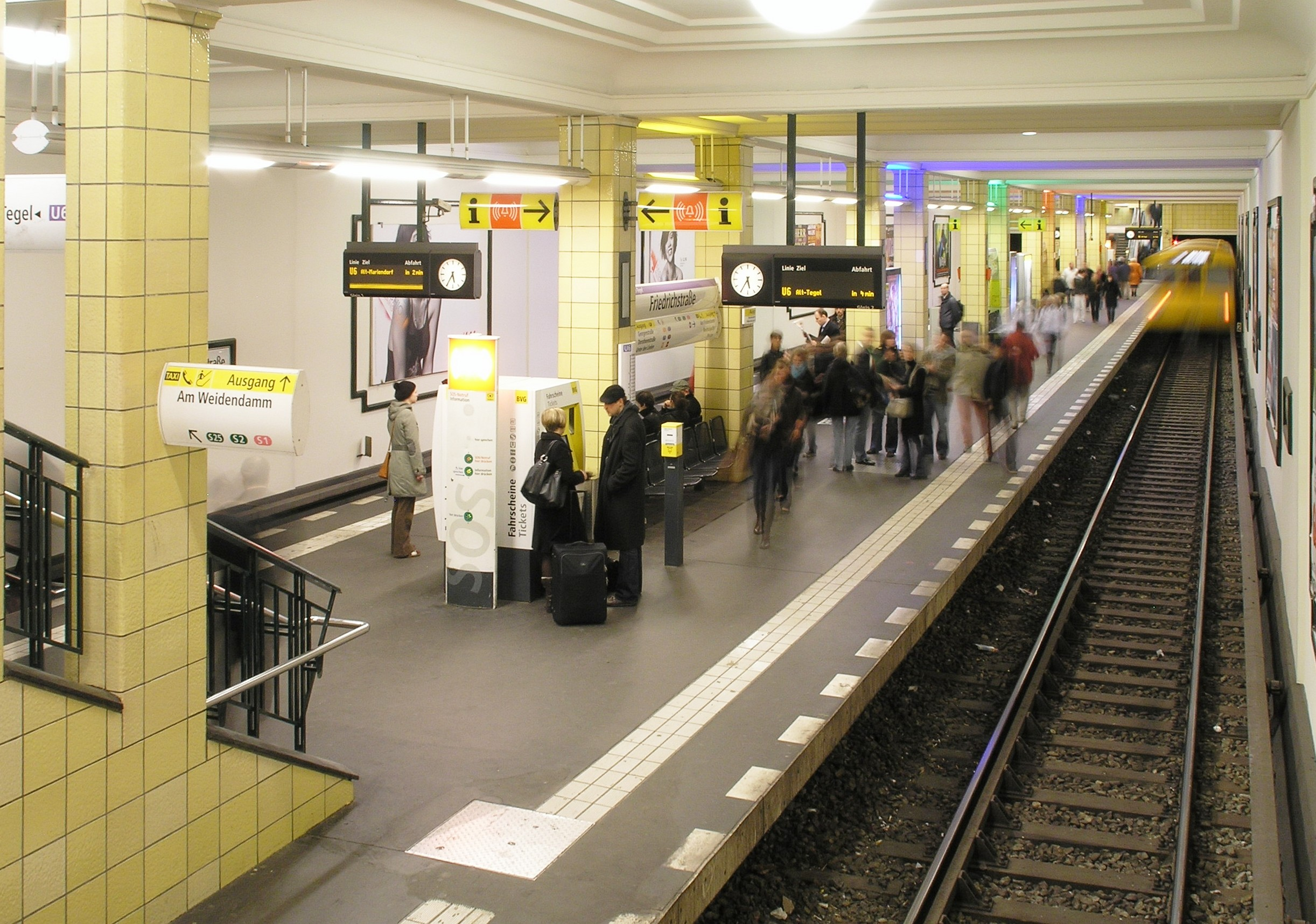
Auch der U-Bahnhof Friedrichstraße brauchte längere Bahnsteige

Zur Zeit des Baues der heutigen U6 von 1912 bis 1923 herrschte durch den Ersten Weltkrieg und der ab 1919 beginnenden Hyperinflation eine angespannte Haushaltslage, wodurch der Stadt Berlin als Bauherr kein großer finanzieller Spielraum zur Verfügung stand. Waren die vorher gebauten Kleinprofil-Bahnhöfe schmuckvoll ausgestattet, bekamen die Bahnhöfe der U6 nur weißen Putz als Verkleidung. Einziges Unterscheidungsmerkmal waren die Kennfarben der Stützen und Stationsschilder. Auch die Länge der Bahnsteige wurde verringert. Sind bei den späteren Neubauten Bahnsteige von 110 bis 120 m üblich, wurden damals nur 80 m lange Bahnsteige gebaut. Schon in den 1970er Jahren gab es erste Kapazitätsprobleme, da man nur 4-Wagen-Züge einsetzen konnte. Daher wurden in den 1960er und 1970er Jahren die West-Berliner U-Bahnhöfe umgebaut und die Bahnsteige verlängert, sodass dort längere Züge halten konnten. Da aber auf den drei Grenzbahnhöfen Friedrichstraße, Kochstraße und Reinickendorfer Straße ein Umbau nicht möglich war (an den anderen Bahnhöfen hielten ja keine Züge) beziehungsweise man sehr viel Geld an die DDR hätte zahlen müssen, blieb es bei dem Betrieb mit vier Wagen auf der U6. Dafür fuhren die Züge aber in der Hauptverkehrszeit im 3-Minuten-Takt.
Um nach der deutschen Wiedervereinigung den Verkehr mit 6-Wagen-Zügen aufnehmen zu können, beschloss der Berliner Senat, 250 Millionen Mark (kaufkraftbereinigt in heutiger Währung: rund 214,5 Millionen Euro) für die Verlängerung der Bahnsteige der Stationen Kochstraße, Stadtmitte, Französische Straße, Friedrichstraße, Oranienburger Tor, Zinnowitzer Straße (heute: Naturkundemuseum), Schwartzkopffstraße und Reinickendorfer Straße bereitzustellen. Der Umbau bei laufendem Betrieb dauerte von Juli 1992 bis September 1996 über vier Jahre.

### Kreuzung mit der Linie U5

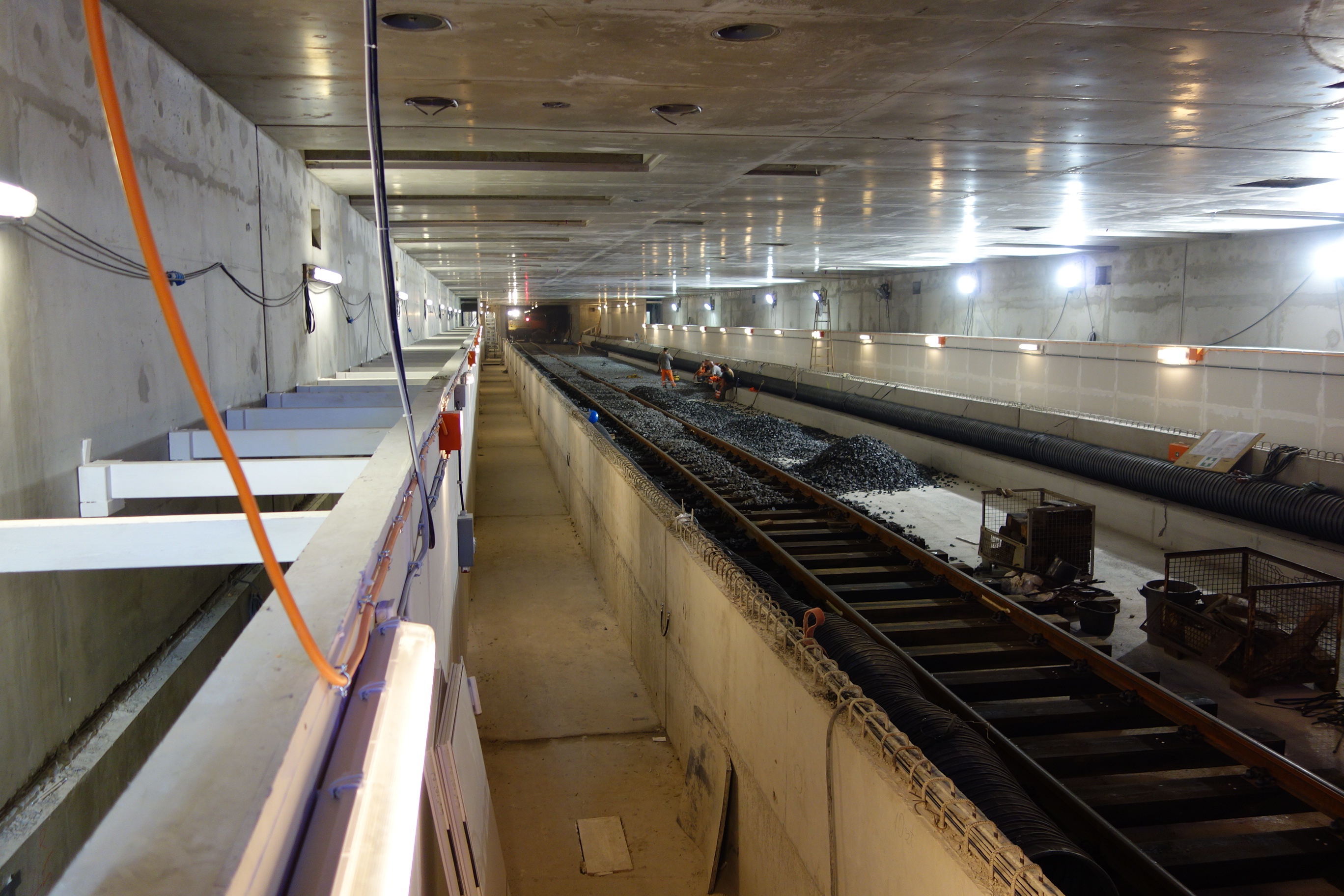
U-Bahnhof Unter den Linden, Rohbau der neuen U6-Bahnsteige

Im Zuge der Verlängerung der U-Bahn-Linie U5 entlang des Boulevards Unter den Linden entstand an der Kreuzung mit der Linie U6 der U-Bahnhof Unter den Linden als neuer Kreuzungsbahnhof, der zeitgleich zur U5-Verlängerung am 4. Dezember 2020 in Betrieb ging. Der Bahnhof Französische Straße wurde am gleichen Tag aufgrund seines zu geringen Abstandes geschlossen. Der letzte Zug fuhr am 4. Dezember 2020 um 12:10 Uhr im U-Bahnhof Französische Straße in Richtung Alt-Tegel ab, nur 1 Minute später durchfuhr der erste Zug den Bahnhof, ebenfalls in Richtung Alt-Tegel, ohne Halt. Während der Bauzeit war die Linie U6 in diesem Bereich vom 30. Juni 2012 bis zum 17. November 2013 unterbrochen, um einen neuen Tunnelabschnitt für den Kreuzungsbahnhof zu errichten.

### Erneuerungs- und Erweiterungsplanung
Seit Herbst 2022 findet eine grundlegende Sanierung des oberirdischen Streckenabschnitts zwischen den Bahnhöfen Kurt-Schumacher-Platz und Borsigwerke statt. Die Bauarbeiten sollten ursprünglich bis zum Frühjahr 2025 dauern, was später aber auf Sommer 2026 verschoben wurde. Die Erdbauwerke müssen stabilisiert sowie die verschlissenen Gleis- und Kabelkanalanlagen erneuert werden. Für die Brücke Seidelstraße ist aufgrund konstruktionsbedingten Materialversagens ein Neubau geplant. Die stark in der Bausubstanz beschädigten denkmalgeschützten Bahnsteige und Dächer der Bahnhöfe Scharnweberstraße und Holzhauser Straße werden saniert. Darüber hinaus werden parallel die Bahnhöfe Borsigwerke und Holzhauser Straße barrierefrei ausgebaut und mit Aufzügen ausgestattet.
Im Anschluss an die Abstellgruppe Alt-Mariendorf plant die BVG ein unterirdisches Gleichrichterunterwerk, das zur Taktverdichtung notwendig ist. Die Bezirksverordnetenversammlung (BVV) Tempelhof-Schöneberg hat im Oktober 2019 Bedenken dagegen geäußert. Die BVV hat auf einer Sitzung im November 2019 sogar für die Verlängerung der U6 plädiert, um die Außenbezirke besser anzuschließen.

Für eine Machbarkeitsstudie von 2020 wurde eine mögliche Zweigstrecke zum mittlerweile geschlossenem Flughafen Berlin-Tegel beziehungsweise dem zukünftigen Technologiestandort Urban Tech Republic untersucht. Unter dem Arbeitstitel ‚U65‘ wird je nach Variante der U6-Ausfädelung eine Länge von 2,9 bis 4,4 km erreicht. Die Kostenschätzungen liegen sich zwischen 275 und 607 Millionen Euro. Zwei Varianten liefen auf eine Hochbahn heraus. Bei Ausbau als Tunnel müsste der Betrieb auf der U6 länger eingeschränkt werden. Nur für eine der fünf Varianten liegt eine Schätzung der Nachfrage vor: 15.000 Fahrgäste pro Tag.

## Fahrplan
| Linie | Mo–Fr (HVZ) (7–9:30 Uhr und 15–18:30 Uhr) | Mo–Fr (NVZ) (6–7 Uhr; 9:30–15 Uhr und 18:30–21 Uhr) | Sa (10–21 Uhr) | Sonn- und Feiertag (12:30–19 Uhr) | Schwachverkehrszeit (Mo–Fr 4:30–6 Uhr; Mo–Sa ab 21 Uhr und So 19–0:30 Uhr/Sa 5:30–10 Uhr und So 6:30–12:30 Uhr) | Nacht Fr/Sa und Sa/So sowie in den Nächten vor gesetzlichen Feiertagen (Fr/Sa 0:30–5:30 Uhr und Sa/So 0:30–6:30 Uhr) |
| --- | ----------------------------------------- | --------------------------------------------------- | -------------- | --------------------------------- | --- | --- |
| Alt-Tegel – Alt-Mariendorf | 4 min                                     | 5 min                                               | 5 min          | 5 min                             | 10 min | 15 min |
| In den Nächten Fr/Sa und Sa/So fahren die Züge der Linie U6 im 15-Minuten-Takt von 0:30 Uhr bis etwa 4:30 Uhr zwischen Alt-Tegel und Alt-Mariendorf. In den anderen Nächten übernimmt die Nachtbuslinie N6 die Aufgaben der Linie U6. |                                           |                                                     |                |                                   | | |

Taktverdichtung
Im Nahverkehrsplan 2019–2023 des Senats von Berlin ist eine Verdichtung des Taktes bis 2023 auf 3,3 Minuten in der Hauptverkehrszeit vorgesehen.

## Betriebseinrichtungen
Für den südlichen Abschnitt der U6 zwischen Hallesches Tor und Alt-Mariendorf wurde im September 2017 ein elektronisches Stellwerk in Betrieb genommen. Es ist im Tunnel nördlich des U-Bahnhofs Hallesches Tor eingebaut und steuert auch einen Abschnitt der U-Bahn-Linie U7.

## Eröffnungsdaten

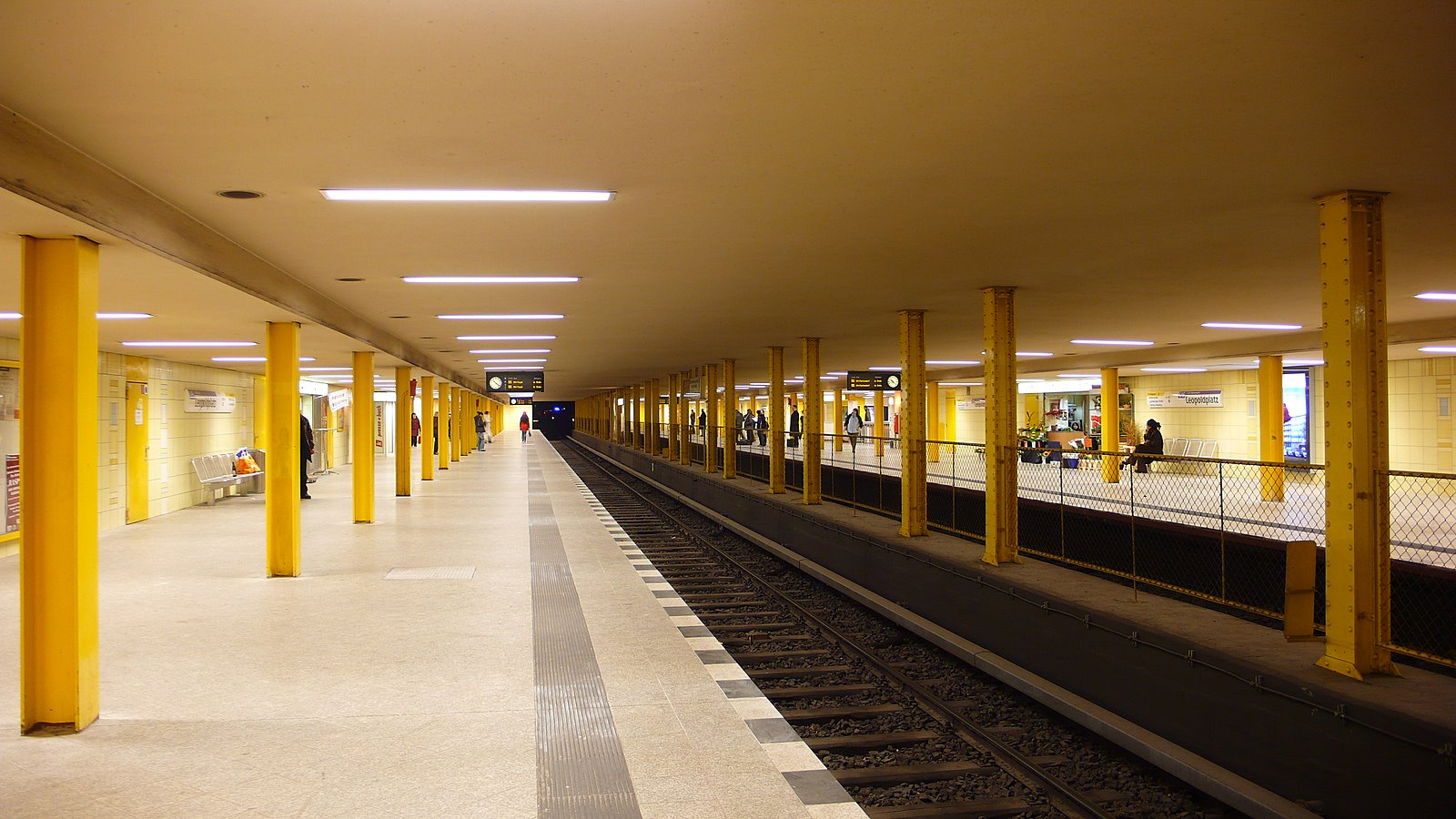
Leopoldplatz – nach dem Umbau 1961 neben den Bahnhöfen Seestraße und Unter den Linden – der einzige der Linie U6 mit Seitenbahnsteigen

- 30. Januar 1923: Stettiner Bahnhof (heute: Naturkundemuseum) – Hallesches Tor
- 08. März 1923: Stettiner Bahnhof (heute: Naturkundemuseum) – Seestraße
- 19. April 1924: Hallesches Tor – Belle-Alliance-Straße (heute: Mehringdamm)
- 14. Februar 1926: Belle-Alliance-Straße (heute: Mehringdamm) – Kreuzberg (heute: Platz der Luftbrücke)
- 10. September 1927: Kreuzberg (heute: Platz der Luftbrücke) – Flughafen (heute: Paradestraße)
- 22. Dezember 1929: Flughafen (heute: Paradestraße) – Tempelhof (Südring)
- 03. Mai 1956: Seestraße – Kurt-Schumacher-Platz
- 31. Mai 1958: Kurt-Schumacher-Platz – Tegel (heute: Alt-Tegel)
- 28. Februar 1966: Tempelhof (Südring) – Alt-Mariendorf
- 04. Dezember 2020: neuer Bahnhof Unter den Linden